# Wohn- und Wirtschaftsgebäude Harrendorf 5
Das Wohn- und Wirtschaftsgebäude Harrendorf 5 in der niedersächsischen Gemeinde Hagen im Bremischen, Ortsteil Harrendorf, im Landkreis Cuxhaven, stammt vom Anfang des 19. Jahrhunderts.
Aktuell (2024) wird es als Wohnhaus und wohl landwirtschaftlich genutzt.
Das Gebäude steht unter Denkmalschutz (siehe auch Liste der Baudenkmale in Hagen im Bremischen).

## Beschreibung
Das eingeschossige traufständige verklinkerte Gebäude als massives Hallenhaus mit reetgedecktem Satteldach mit Gaube sowie der Grooten Door mit Korbbogen und den segmentbogigen Fenstern wurde um 1900 gebaut. Sparsamer Backsteinschmuck in Form von Ecklisenen und eines Tropfenfrieses am Ortgang zieren das Haus.
Auf der baumbestandenen Hofanlage stehen neuere nicht denkmalgeschützte Gebäude.
Das Landesdenkmalamt befand u. a.: „… typische und qualitätvolle Massivierung eines Hallenhauses …“